# Sainte-Scolasse-sur-Sarthe

Sainte-Scolasse-sur-Sarthe este o comună în departamentul Orne, Franța. În 1 ianuarie 2022 avea o populație de 584 de locuitori.